# Балецкий, Эмиль
Эми́ль (Эмилиан, Емельян) Дми́триевич Бале́цкий (русин. Емил Балецкый; 21 февраля 1919, с. Гукливое, Чехословакия — 29 декабря 1981, Будапешт) — закарпатский лингвист, педагог, поэт и переводчик.

## Биография
Родился в 1919 году в селе Гукливое в Закарпатье. Закончил Чинадиевскую народную школу и Мукачевскую русскую гимназию, где не только выучил в совершенстве русский литературный язык, но и укрепился в общерусских взглядах. Образование продолжил в Карловом университете в Праге на философском факультете. Позже перевёлся на философский факультет Будапештского университета, который он окончил в 1943 году (выросший на венгерской границе, Балецкий с детских лет прекрасно владел венгерским языком). Дальнейшая жизнь Балецкого была связана с Венгрией, где он жил до самой своей смерти и Подкарпатской Русью, историей, языком и культурными традициями которой он непрерывно занимался несколько десятилетий.
В 1943 году Балецкого мобилизовали в венгерскую армию. После разгрома и капитуляции Венгрии он был арестован советской контрразведкой Смерш. От судьбы другого подкарпатского общественного деятеля, Эдмунда Бачинского, окончившего жизнь в сталинском лагере, Балецкого спасло заступничество видных венгерских учёных, в частности, Иштвана Кньежи.
После своего освобождения он был принят ассистентом в Славянский институтБудапештского университета.
С 1944 года постоянно проживал в Венгрии, много лет заведовал кафедрой русской филологии Будапештского университета, был соавтором первого учебника старославянского языка для венгров.
С 1945 года работал в Венгерском радиокомитете, с 1951 — доцент, а с 1952 — заведующий кафедрой русского языка Института Ленина Будапештского университета, с 1965 года до конца жизни — заведующий кафедрой русского языка и литературы этого университета.

## Творчество
В студенческие и гимназические времена публиковал стихи, рассказы, художественные переводы, фольклорные записи. Ещё в 1936 году выпустил свой первый поэтический сборник на русском языке «Вербный трепетъ». В конце 1941 — начале 1942 года редактировал из Будапешта литературную страницу ужгородской газеты «Карпаторусскій голосъ».
Ранние рассказы и стихи писал преимущественно на русском языке в дореволюционной орфографии, также сохранились его произведения, написанные на закарпатском (русинском) языке. В статье «Литература и народный языкъ» критически высказался относительно писателей, которые пренебрегают народным языком:

Якъ видиме туй уже бѣда зъ языкомъ. Але чому? — Тому, бо люде ци письменники, якѣ не знають русского литературного языка, беруться писати на семъ языцѣ, бо многѣ переконанѣ, что лише на семъ языцѣ можно творити литературу.

## Научная работа
На русском языке продолжал писать и впоследствии — стихи и лингвистические исследования, сначала на страницах издания «Карпаторусскій голосъ», позже в журнале «Зоря-Hainal» и газете «Литературна Недиля». Два последних печатных органа отличались тем, что, не отказываясь формально от традиционного подкарпатского русофильства, тем не менее, совершили явный дрейф в сторону «русинства». В их материалах подчёркнуто акцентировалось внимание на истории, языке, культуре Подкарпатской Руси, часто они печатались на том или ином русинском диалекте. Ещё более чётко русинскую ориентацию декларировало «Подкарпатское общество наук», созданное в 1941 году, с которым также тесно сотрудничал Эмиль Балецкий. В связи с этим в «Энциклопедии Подкарпатской Руси» высказано мнение, что в 1941 году Балецкий «демонстративно отошёл от русофильства к русинской ориентации». Насколько полным, а главное искренним был его «отход» — определить трудно. Факты таковы, что до конца жизни Балецкий продолжал заниматься как русинской, так и русской филологией, проявляя равный интерес к обеим. Среди его многочисленных научных трудов — исследования живых русинских говоров и древних письменных памятников на русинском языке, работы по проблемам венгерского славяноведения. Кроме того, он выступал как переводчик с венгерского на русский.
Официальным признанием его заслуг на ниве славяноведения стала научная конференция, посвящённая его памяти, прошедшая в мае 2007 года в Будапеште.

## Работы
Автор трудов по диалектологии, истории, этимологии украинской и других славянских языков, а также украинско-угорских межъязыковых контактов (русского и венгерского языков).
- Емельян Д. Балецкій. — Вербный трепетъ. — Ужгород, 1936.
- Фонетика русской грамматики и читанки Евмения Сабова. — 1943.
- О языковой принадлежности и заселении села Комлошка в Венгрии (1956).
- Егерский рукописный Ирмологий (1958).
- Украинская грамота Софии Батори 1674 (1959, в соавторстве).
- Об изучении славяноведения в Венгрии. — 1960.
- Новый этап в исследовании говоров Закарпатья (1962).
- О некоторых венгерских заимствованиях в украинском языке (1963) и др.